# Himantolophus appelii
Himantolophus appelii är en fiskart som först beskrevs av Clarke, 1878.  Himantolophus appelii ingår i släktet Himantolophus och familjen Himantolophidae. Inga underarter finns listade i Catalogue of Life.